# Nuntași
Nuntași – wieś w Rumunii, w okręgu Konstanca, w gminie Istria. W 2011 roku liczyła 1100 mieszkańców.